# Chignolo d'Isola
Chignolo d'Isola es una localidad y comune italiana de la provincia de Bérgamo, región de Lombardía, con 3.029 habitantes.

## Evolución demográfica
| Gráfica de evolución demográfica de Chignolo d'Isola entre 1861 y 2001 |
|                                                                        |
| Fuente ISTAT - elaboración gráfica de Wikipedia                        |